# Wädenswil
Wädenswil est une commune suisse du canton de Zurich, située dans le district de Horgen.

## Géographie
La commune possède cinq localités :
- Au (de) ;
- Hütten ;
- Schönenberg ;
- Wädenswil ;
- Wädenswiler Berg.

## Histoire

Vue aérienne de 200 m par Walter Mittelholzer (1919).

Le 1er janvier 2019, Hütten et Schönenberg sont devenues des localités de la commune de Wädenswil.

## Culture et patrimoine

### Héraldique
| Blason | Blasonnement : De gueules à un fermail d'or. |

### Monuments et curiosités
- Le Château de Wädenswil, qui abrite depuis 1890 une station de recherche fédérale (Agroscope)[4].
- L'église paroissiale réformée est un grand édifice rectangulaire à tribunes, œuvre de Hans Ulrich Grubenmann[5] édifiée de 1764 à 1767. Les stucs qui ornent l'intérieurs sont de Peter Anton I. Mosbrugger[6].
- La maison zur Gerbe est une construction en style néo-classique qui remonte à 1814-15[7].
- La maison zur Hohlen Eich (au Chêne creux) et un bâtiment à colombage qui abrite un musée local[7].
- La maison Auf Bühl est un bâtiment à colombage en trois parties construit en 1717 et qui abrite des peintures et des armoiries sculptées[7].
- Sur la presqu'île d'Au se tient le château Hintere Au de style néo-baroque, conçu en 1928-29 par l'architecte Johann Albert Freytag[8] à la place de l'ancienne maison de campagne construite en 1651 pour le général Johann Rudolf Werdmüller[9].

## Enseignement
- Haute école spécialisée (de) Site
  - Technologie alimentaire
  - Biotechnologie
  - Protection de l'environnement
  - Planification de bâtiment
- L'académie militaire de École polytechnique fédérale de Zurich

(de) MILAK
- Station de recherche Agroscope Changins-Wädenswil ACW